# Zeď

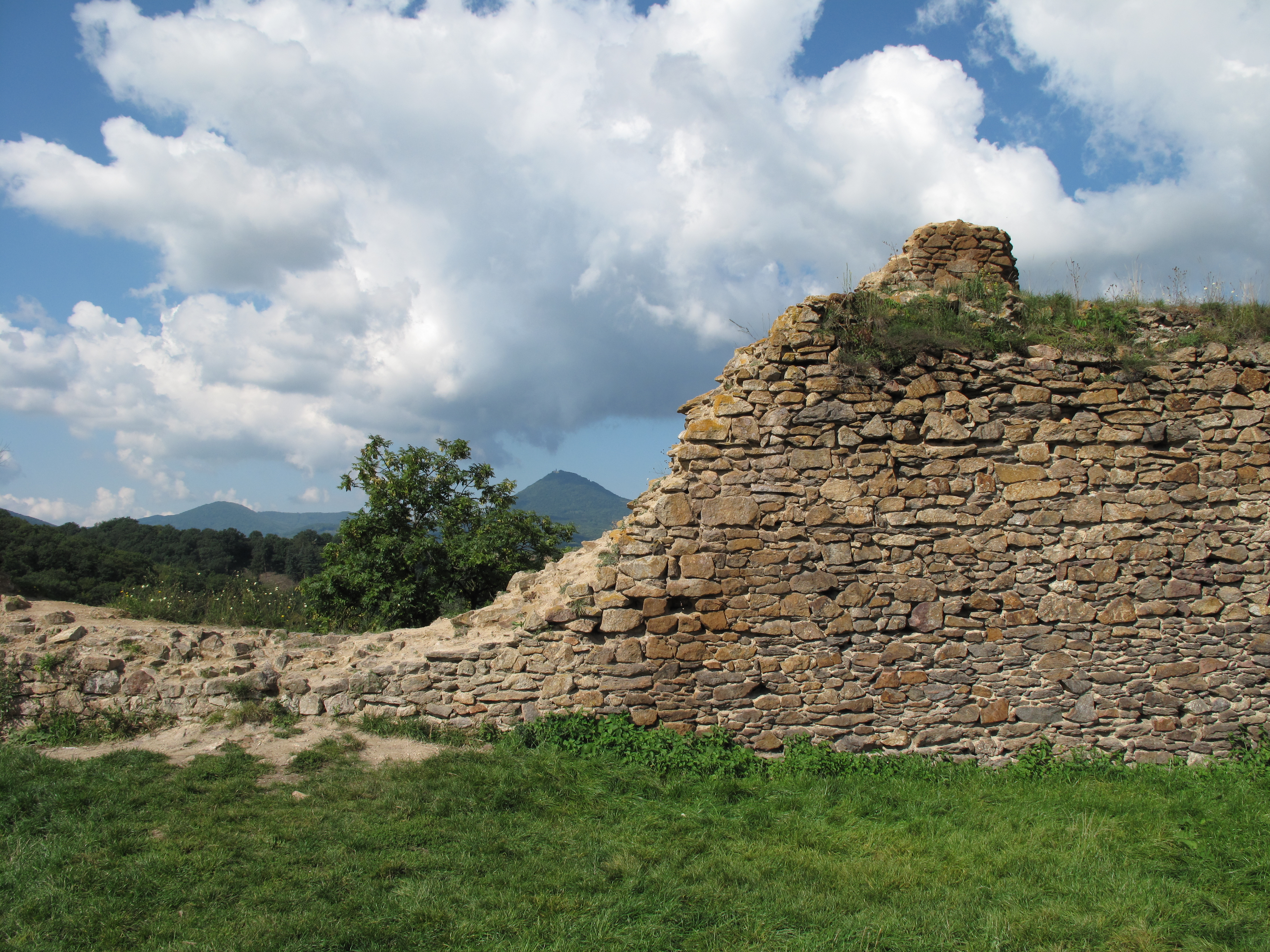
Částečně rozpadlá kamenná zeď hradu Opárno

Zeď je pevná struktura, která ohraničuje a někdy chrání část prostoru. Buď je součástí budovy (např. domu) či jiné stavby, kterou ohraničuje nebo ji rozděluje na místnosti, nebo tvoří samostatnou stavbu a chrání či rozděluje volné prostranství. Stavba zdí slouží dvěma účelům: podpírat stropy a střechy a rozdělovat prostor kvůli ochraně před vniknutím dovnitř a před počasím. Tenké zdi, které nemají nosnou funkci (nepodpírají další části stavby), ale pouze rozdělují její vnitřní prostor na menší místnosti, nazýváme příčky (mezistěny).
Pro stavbu zdí se používají různé materiály. V minulosti v našich zeměpisných šířkách převažoval kámen, dřevo a cihly, v současnosti kromě cihel zejména pórobeton, beton, příp. panely (stavební prefabrikáty). Je také prvkem zahradní architektury používaným v sadovnické tvorbě.

## Spojování cihel

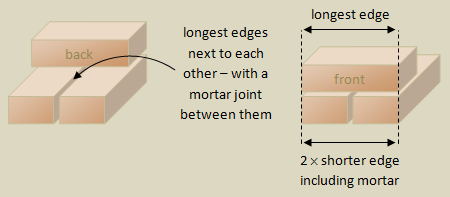
Spojovací (koordinační) princip

Části neomítnuté cihlové zdi tvoří cihly, lůžka a perpendy. Lůžko je malta, na kterou se klade cihla. Perpend je svislý spoj mezi jakýmikoli dvěma cihlami a je obvykle - ale ne vždy - vyplněný maltou. Rozměry těchto částí jsou obvykle koordinované tím způsobem, že 2 cihly vedle sebe oddělené jenom šířkou perpendu mají celkovou šířku stejnou jako je délka jedné cihly položené na ně napříč.
Příklad koordinované metriky obvykle používané pro cihly v ČR je:
- cihly o rozměrech 290 x 140 x 65 mm;
- maltová lůžka a perpendy jednotně 10 mm.

V tomto případě koordinovaná metrika funguje protože celková šířka dvou cihel (140 + 140 = 280 mm) plus perpend malty (10 mm) je stejný jako délka jedné cihly (290 mm). Je mnoho jiných rozměrů cihel a mnoho z nich používá stejný koordinační princip.

## Suchá zídka
V zahradní architektuře se jako prvku, který má často i technické použití jako opěrná, nebo ochranná zeď, ale vždy jako prvku s převážně dekorativním charakterem, používá tzv. suchá zídka. Lze ji krátce charakterizovat jako (většinou) nižší kamennou zeď připomínající skalku.

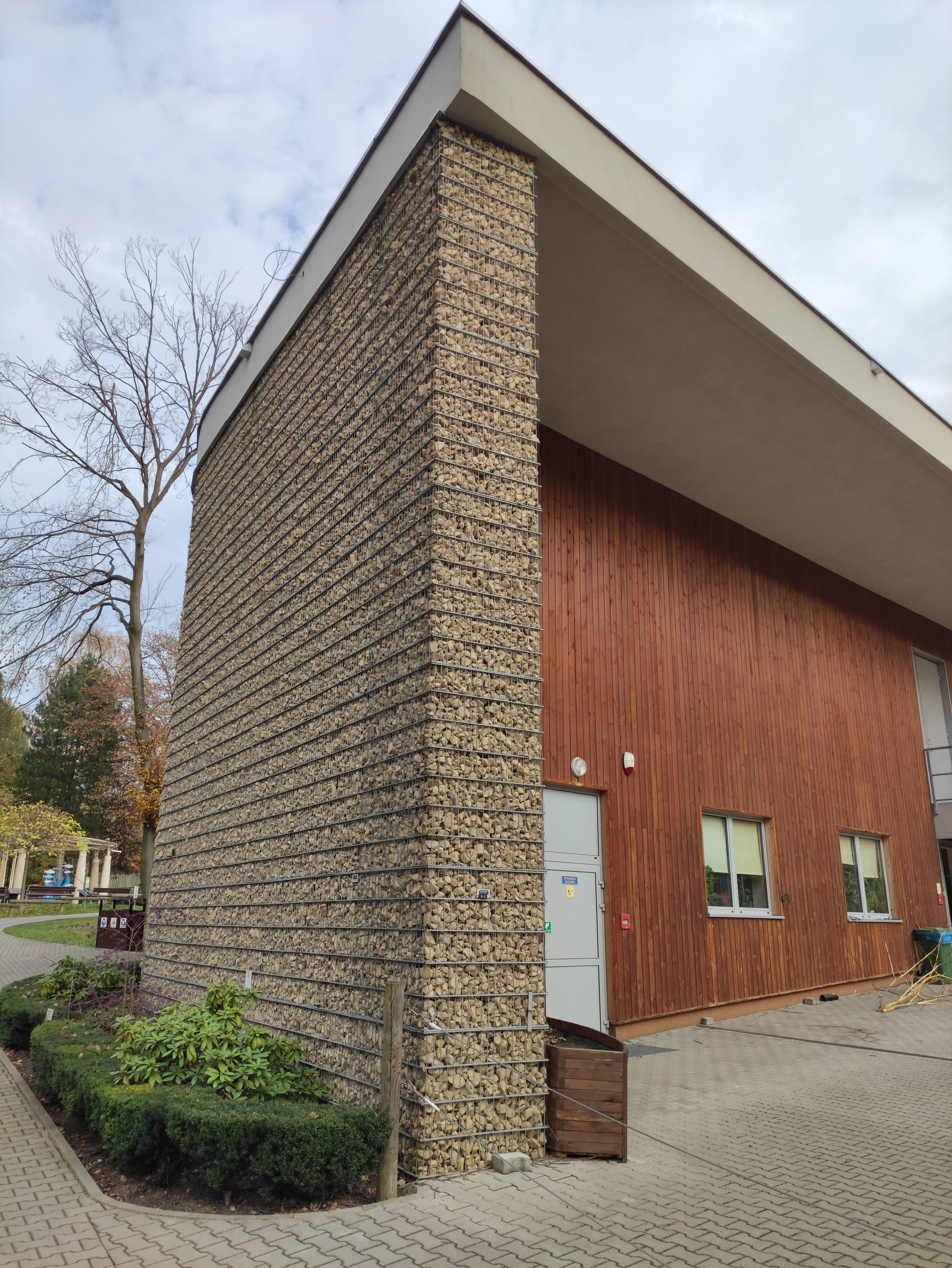
Gabionová zeď v Zoo Kraków

## Gabionová zeď
Gabionová zeď je tvořena obvodovou mřížovou klecí nebo košem. Je vyplněna sypaným štěrkem/kamením. Je to tedy suchá zídka, která může být i nosnou zdí a nepoužívá se při její výrobě beton ani malta.

## Významné zdi
- Berlínská zeď
- Hladová zeď
- Lennonova zeď
- Velká čínská zeď
- Zeď nářků